# 花旗集團中心
花旗集團中心（英語：Citigroup Center）是紐約市最雄偉的摩天大樓之一，它以279公尺的高度、獨特的45度屋頂，聳立於城市天際線。中心包含59層，3百萬平方英尺的辦公室。從大廈的頂部的45度本欲設置太陽能板以提供能量，但這個構想已遭到放棄。

## 歷史
地點原先是1862年建立的St. Peter's Evangelical Luther Church。1905年教會搬遷至第54街和萊克星頓大道的地點。在1970年，St. Peter授權委託售出的教會地點被計畫建設為十字型的複合體，這幢新大廈成為花旗集團的中心。

### 1978年的工程危機
教會售予花旗集團空中權，花旗集團中心建築在教會的上方。教會想保留在十字路口原址新的發展。新的大廈建築在5支35米的方柱上方，每支方柱位於大樓每一面的中央，並將牆面以多個倒等腰三角形支撐，將力量傳導至4根周圍的樑柱，如此便允許倒流角落空間而大廈懸空在教會之上。但是為了減少勞工與材料成本，藍圖被修改，原本是以焊接接合的倒三角巨柱，被修改為螺絲釘栓接，這個改變在建築期間導致了結構不可靠的完成品，當這工程師在用電話解釋大樓結構給一名學生聽以後，他才突然發覺他沒有計算45度角風力的負載力，並沒有預防風力同時在大廈懸牆的兩面活動。如果如同颶風速度的風擊中大廈45度角的部份，可能會導致災難性的悲劇發生。在風洞實驗中可使花旗集團中心大廈倒塌的強勁風速在紐約約16年形成一次。為了解決由聯接造成的問題，大樓所有人請來焊接工人在沒有人的晚上連夜趕工的在巨柱接縫焊兩面焊上合金板。
在焊接途中，大西洋上出現了一個強勁的颶風埃拉，並朝著紐約直撲而來，但颶風在抵達紐約前突然轉向，朝北大西洋前進，使大樓免於倒塌的意外。

## 阻尼器
安置於大廈上面的諧調質量阻尼器（tuned damper mass）有助於大廈的穩定。這臺諧調質量阻尼器重400噸，體積255立方英尺（7立方米）。此設備減少由風所造成的移動達50%。

## 參閱
- 工程倫理